# Höflein
Höflein è un comune austriaco di 1 240 abitanti nel distretto di Bruck an der Leitha, in Bassa Austria.